# Tai Po Waterfront Park
Tai Po Waterfront Park (kinesiska: 大埔海濱公園) är en park i Hongkong (Kina). Den ligger i den norra delen av Hongkong. Tai Po Waterfront Park ligger 6 meter över havet.
Terrängen runt Tai Po Waterfront Park är huvudsakligen kuperad, men österut är den platt. Havet är nära Tai Po Waterfront Park österut. Runt Tai Po Waterfront Park är det mycket tätbefolkat, med 2 521 invånare per kvadratkilometer. Centrala Hongkong ligger 18,8 km söder om Tai Po Waterfront Park. I omgivningarna runt Tai Po Waterfront Park växer i huvudsak städsegrön lövskog.